# Cephalaeschna risi
Cephalaeschna risi – gatunek ważki z rodziny żagnicowatych (Aeshnidae). Występuje w Chinach (stwierdzono go w prowincjach Fujian, Guangdong, Hubei i Syczuan) oraz na Tajwanie.